# Homalium caput-avis
Homalium caput-avis är en videväxtart som beskrevs av L.A. Craven. Homalium caput-avis ingår i släktet Homalium och familjen videväxter. Inga underarter finns listade i Catalogue of Life.